# Metamorphosis (Papa Roach album)
Metamorphosis är den amerikanska rockgruppen Papa Roachs sjätte studioalbum, utgivet den 24 mars 2009.
Första singeln "Hollywood Whore" gavs ut redan i oktober 2008, följt av "Lifeline" i januari 2009. Till båda singlarna gjordes det även musikvideor.
Albumet är det första med Tony Palermo som trummis, efter att David Buckner lämnade bandet under 2008. Producenten för albumet är denna gången Jay Baumgardner.

## Låtlista
1. "Days of War" – 1:32
2. "Change or Die" – 3:13
3. "Hollywood Whore" – 3:56
4. "I Almost Told You That I Loved You" – 3:09
5. "Lifeline" – 4:06
6. "Had Enough" – 4:01
7. "Live This Down" – 3:35
8. "March Out of the Darkness" – 4:25
9. "Into the Light" – 3:27
10. "Carry Me" – 4:26
11. "Nights of Love" – 5:18
12. "State of Emergency" – 5:06

## Banduppsättning
- Jacoby Shaddix – sång
- Jerry Horton – gitarr, sång
- Tobin Esperance – bas, gitarr, sång
- Tony Palermo – trummor